# Lê Duy Điếm
Lê Duy Điếm, (có tài liệu ghi Lê Duy Điển hay Lê Huy Điển) theo tiểu sử chính thức sinh năm 1906 và mất năm 1930, nguyên là thành viên Việt Nam Thanh niên cách mạng đồng chí hội và An Nam Cộng sản Đảng.

## Tiểu sử
Lê Duy Điếm sinh tại làng Xuân Viên, huyện Nghi Xuân, tỉnh Hà Tĩnh, trong một dòng họ yêu nước và cách mạng. Dòng họ Lê làng Xuân Viên có cội nguồn ở tỉnh Thanh Hoá vào huyện Nghi Lộc ở,sau đó sang Nghi Xuân, đến đời ông nội Lê Duy Điếm chuyển đến ở làng Xuân Viên.
Lê Duy Điếm là con trai đầu của cụ Lê Duy Hy, từng theo học Quốc học Huế rồi đi làm cách mạng. Tháng 8 năm 1925 Lê Duy Điếm gia nhập Hội Phục Việt tại Vinh. Cuối năm đó sang Xiêm gặp Đặng Thúc Hứa. Đầu năm 1926, Lê Duy Điếm sang Quảng Châu (Trung Quốc), được dự lớp huấn luyện chính trị khoá đầu tiên do Nguyễn Ái Quốc giảng dạy; đồng thời được kết nạp vào Việt Nam thanh niên cách mạng đồng chí hội. Sau đó Lê Duy Điếm về nước làm nhiệm vụ dẫn đường đưa các đoàn sang Quảng Châu dự các lớp huấn luyện chính trị. Ngày 14 tháng 7 năm 1926, Lê Duy Điếm dẫn đoàn cán bộ sang Quảng Châu gồm 9 người trong đó có Trần Phú, Tôn Quang Phiệt, Phan Trọng Bình...Tháng 9 năm 1926, dẫn tiếp đoàn thứ hai có Trần Văn Cung, Võ Mai... tới Quảng Châu.
Năm 1927 Lê Duy Diếm trở về nước làm nhiệm vụ vận động hợp nhất giữa hai tổ chức Thanh niên và Tân Việt, nhưng không thành. Từ năm 1927-1929, Lê Duy Điếm còn đảm nhận các công tác: Ủy viên Tổng bộ Thanh niên, giảng viên chính trị, viết báo cho báo Thanh niên, tham dự Đại hội Việt Nam Thanh niên cách mạng đồng chí hội tại Hương Cảng tháng 5 năm 1929. Tháng 8 năm 1929, Lê Duy Điếm tham gia thành lập chi bộ An Nam cộng sản Đảng.
Tháng 10 năm 1929, Lê Duy Điếm bị kết án tử hình vắng mặt tại Toà án Nam triều tỉnh Nghệ An.
Cuối năm 1929, ông được phân công sang Xiêm gặp Nguyễn Ái Quốc để báo cáo tình hình và xin giải pháp thống nhất các tổ chức cộng sản ở Việt Nam. Theo tiểu sử công bố hiện nay, đầu năm 1930, ông lâm bệnh nặng và mất ở Xiêm.
Tuy nhiên, nhân vật này đã được đưa vào phim Nguyễn Ái Quốc ở Hồng Kông, bối cảnh năm 1931 - 1933. Theo Tiến sĩ Nguyễn Văn Khoan, nguyên Giám đốc Bảo tàng Thông tin, nguyên cán bộ nghiên cứu Viện Hồ Chí Minh người phê phán bộ phim Nguyễn Ái Quốc ở Hồng Kông, thì việc hư cấu trong phim đã đẩy bộ phim tới chỗ xuyên tạc, bôi xấu lịch sử. Chẳng hạn, nhân vật Lê Duy Điếm là học viên lớp đào tạo cán bộ Quảng Châu, hoạt động ở vùng đông bắc Thái Lan, sau đó mất năm 1929. Trong phim, nhân vật này được cho hoạt động cùng Nguyễn Ái Quốc, đóng vai trò quan trọng trong cuộc giải cứu Người ở Hồng Kông vào thời điểm… 1931? Một mặt, phim "dựng dậy" một người đã khuất, phần kia làm giảm giá trị của luật sư Loseby.
Trong bộ phim này diễn viên Hoàng Phúc đóng vai Lê Duy Điếm. Theo báo chí, nhân vật có thật nhưng sử sách ghi lại là ông Lê Duy Điếm, người bảo vệ Bác Hồ ở Hong Kong. Cũng như Trọng Hải, khi bất ngờ được mời đóng vai Lê Duy Điếm trong phim Nguyễn Ái Quốc ở Hong Kong, anh đã vội vã lùng sục khắp nơi tìm tư liệu về nhân vật nhưng tuyệt nhiên không thấy ở đâu có. Đạo diễn Nguyễn Khắc Lợi, sau nhiều cố gắng đã đưa cho anh một tấm hình chân dung và nói: "Đó là một nhân vật có thật nhưng vì tuyệt mật nên không thể lộ ra được". Qua bức chân dung cũ úa vàng, Hoàng Phúc chỉ cảm nhận đây là một người tóc chải hai mái và gương mặt toát lên vẻ trí thức.
Tiểu sử của Lê Duy Điếm còn nhiều bí ẩn, và cũng có tin chưa được kiểm định là ông đã ở lại Xiêm và là một trong những lãnh tụ ban đầu của phong trào cộng sản ở Xiêm (theo các tài liệu Quốc tế cộng sản,... thì Đảng Cộng sản Biển Nam và sau Đảng Cộng sản Đông Dương có trách nhiệm chỉ đạo tuyên truyền chủ nghĩa Marx - Lenin ở Xiêm), nhưng do quan hệ với Thái Lan hiện nay, nên nhà nước không công bố.
Ông được nhà nước Việt Nam truy tặng liệt sĩ vào năm 1998. Tên ông được đặt cho một con đường ở thành phố Hà Tĩnh.